# Ozren Berković

Ozren Berković (1936-2014) je bio obranbeni igrač RNK Split. 
 Igrao je krajem 50-ih godina u momčadi koja je igrala prvu Splitovu prvoligašku sezonu. Debitirao je u crvenom dresu 24. ožujka 1957. godine protiv Turbine u Karlovcu i odmah zabio svoj prvijenac. Pobjeda Splita 3:1. Odigrao je i pet prijateljskoih utakmica za splitski Hajduk.
Pokopan je na gradskom groblju Lovrinac u Splitu.